# San Juan (Abra)
Pour les articles homonymes, voir San Juan.
San Juan est une municipalité située dans la province d'Abra, aux Philippines.